# Umjetnička kolonija u Darmstadtu
Umjetnička kolonija u Darmstadtu odnosi se kako na skupinu umjetnika jugendstila (secesija) koji su zajedno djelovali od 1899.-1914., ali i na zgrade u Mathildenhöheu, najvišem dijelu Darmstadta, u kojima su ti umjetnici živjeli i radili. Umjetnike su uglavnom financirali pokrovitelji i radili su zajedno s ostalim članovima grupe koji su imali usklađene umjetničke ukuse.
UNESCO je 2021. godine ovaj kompleks zgrada Mathildenhöhea u Darmstadtu upisao na popis mjesta svjetske baštine u Europi kao „svjedočanstvo rane modernoj arhitekturi, urbanističkom planiranju i dizajnu krajolika, na koji su na sve utjecali pokret za umjetnost i obrt (Arts and Crafts) i bečka secesija”.

## Povijest
Mathildenhöhe je uzvišenje na rubu centra grada Darmstadta i bio je vrt dvora velikog vojvode u 19. stoljeću. Preuređen je 1833. u stilu engleskog krajobraznog parka. Vrt je dobio ime po Mathildi von Wittelsbach (od Bavarske), supruzi velikog vojvode Ludwiga III. od Hessen-Darmstadta.

### Osnivanje kolonije
Umjetničku koloniju osnovao je 1899. god. Ernest Ludwig, veliki vojvoda od Hessena. Njegov moto bio je: „ de. Mein Hessenland blühe und in ihm die Kunst "(" Moja će hesejska zemlja procvjetatin, kao i umjetnost "), i očekivao je da će spoj umjetnosti i trgovine pružiti gospodarski razvoj njegovoj zemlji. Umjetnici su željeli biti predvodnici modernih i naprednih oblika gradnje i življenja. U tu je svrhu Ernst Ludwig okupio nekoliko umjetnika secesije u Darmstadtu: Petera Behrensa, Paula Bürcka, Rudolfa Bosselta, Hansa Christiansena, Ludwiga Habicha, Patriza Hubera  i Josepha Mariu Olbricha.

### Razvoj
Kolonija je proširena tijekom uzastopnih međunarodnih izložbi 1901., 1904., 1908. i 1914. godine.
Darmstadtovi lokalni arhitekti nisu sudjelovali na prvoj izložbi u Mathildenhöheu. Tradicionalisti Alfred Messel, Georg Metzendorf, Heinrich Metzendorf i Friedrich Pützer ipak su mogli prikazati svoje koncepte na marginama umjetničke kolonije. Izložbeni teren bio je ograđen ogradom samo za vrijeme trajanja izložbe. Kuće umjetnika i arhitekata bile su odmah jedna do druge. 

### Novi umjetnici u Rosenhöheu
Grad Darmstadt osnovao je novu koloniju umjetnika 1960-ih. Sedam ateljea i rezidencija podignuto je između 1965. i 1967. prema planovima Rolfa Prangea, Rudolfa Kramera, Berta Seidela, Heriberta Hausmanna i Reinholda Kargela. Među stanovnicima ove kolonije bili su (ili jesu) autor Heinrich Schirmbeck, tekstopisac Karl Krolow, povjesničar umjetnosti Hans Maria Wingler i kipar Wilhelm Loth.

## Građevine Mathildenhöhea
Zaštićeno područje sastoji se od dva sastavna dijela koje uključuje 23 elementa kao što su: Svadbeni toranj (1908.), Izložbena dvorana (1908.), Gaj platana (1833., 1904.-14.), ruska kapela sv. Marije Magdalene (1897.-'99.), bazen ljiljana, spomenik Gottfriedu Schwabu (1905.), Pergola i vrt (1914.), vrtni paviljon „Labuđi hram” (1914.), fontana Ernsta Ludwiga i 13 kuća i ateljea umjetnika koji su bili izgrađena za umjetničku koloniju u Darmstadtu i za međunarodne izložbe. Kasnije je dodana i skupina tri kuće, izgrađene za izložbu 1904. god.
| Slika | Ime                             | Izgradnja | Bilješke |
| ----- | ------------------------------- | --------- | --- |
|       | Russische Kapelle               | 1899.     | Rusku kapelu sv. Marije Magdalene u pseudoruskom stilu sa zlatnim lukovičastim kupolama sagradio je između 1897. i 1899. arhitekt Leon Benois, a kao privatnu kapelu ju je koristio posljednji ruski car Nikola II., čija je supruga Aleksandra rođena u Darmstadtu. Ime je dobila u čast svete Marije Magdalene, zaštitnice majke Nikole II. Sagrađena je od ruskog kamena i, kako neki ljudi tvrde, izgrađena je na tlu iz Rusije dovezenom u Darmstadt vlakom. Za života ga je koristila ruska carska obitelj i dvor tijekom redovitih posjeta caričinom domu djetinjstva i njezinoj obitelji. |
|       | Ernst-Ludwig-Haus               | 1900.     | Kuća Ernst-Ludwig-Haus izgrađena je kao zgrada komunalnog ateljea prema nacrtima Josepha Maria Olbrich-a, jedinog školovanog arhitekta i središnje osobe u skupini umjetnika. Peter Behrens je na njoj izvorno radio samo kao slikar i grafičar, u skladu sa svojim obrazovanjem. Zgrada ateljea bila je i stalna zgrada umjetničke kolonije. U sredini glavnog kata bila je prostorija za sastanke i festivale sa slikama Paula Bürcka, a lijevo i desno od nje tri ateljea umjetnika. U suterenu su bila dva umjetnička stana i pomoćne prostorije. Šest metara visoki kolosalni likovi „Muškarac i žena” ili „Moć i ljepota” djelo su Ludwiga Habicha i okružuju ulaz koji se nalazi u niši portala s pozlaćenim biljnim ornamentima. Iznad ulaza je natpis Hermanna Bahra "UMJETNIK POKAZUJE SVOJ SVIJET - KOJI NIKAD NIJE BIO NITI ĆE GA BITI". Kuće umjetnika bile su grupirane oko zgrade ateljea. Krajem 1980-ih zgrada je rekonstruirana i ustanovljen je Muzej Künstlerkolonie Darmstadt. |
|       | Haus Deiters                    | 1900.     | Wilhelm Deiters bio je upravitelj umjetničke kolonije. Njegovu kuću dizajnirao je Joseph Maria Olbrich, koji je također bio odgovoran za interijer prizemlja. To je najmanja kuća, a njen poseban oblik rezultat je kvadratnog oblika posjeda na kojem je izgrađena, a koji se nalazi na raskrižju dviju ulica. Preživjela je rat neozlijeđena i vraćena je u svoj izvorni izgled 1991.-1992. god., nakon nekoliko manje uspješnih pokušaja renoviranja i redizajniranja. Zgrada je bila dom Njemačko-Poljskog instituta od 1996. do 2016. godine. |
|       | Großes Glückerthaus             | 1900.     | Joseph Maria Olbrich je također dizajnirao ovu kuću za Juliusa Glückerta koja je bila najveća na izložbi. Julius Glückert bio je proizvođač namještaja i važan promicatelj umjetničke kolonije. Kuću je namjeravao prodati čim bude gotova, ali je nedugo prije dovršetka odlučio iskoristiti zgradu za stalni postav predmeta proizvedenih u njegovoj tvornici. Kuća je djelomično uništena u Drugom svjetskom ratu, kasnije obnovljena, a zatim obnovljena 1980-ih. Danas ju koristi Njemačka akademija za jezik i poeziju. |
|       | Kleines Glückerthaus            | 1900.     | Stambeni objekt je projektirao Joseph Maria Olbrich, skulpture na pročelju Rudolf Bosselt, a interijer Patriz Huber. Prvobitno je Bosselt bio graditelj kuće, ali u konačnici nije mogao podnijeti troškove izgradnje. Zgradu je stoga prije dovršetka preuzeo Glückert. Trenutni izgled približno odgovara izvornom stanju. |
|       | Haus Behrens                    | 1900.     | Peter Behrens je bio samouki arhitekt, a njegov dizajn za vlastitu kuću i njezin interijer predstavljao je njegov prvijenac. Dejlovanje istog arhitekta i dizajnera interijera dalo je kući posebno izraženu dosljednost. Međutim, to je bila i najskuplja kuća na izložbi, s ukupnim troškovima od 200.000 maraka. Behrens nikada u njoj nije živio, već ju je odlučio prodati ubrzo nakon izložbe. Teško je oštećena u Drugom svjetskom ratu, ali je barem vanjski dio uglavnom vraćen u izvorno stanje. Neki su predmeti i komadi namještaja očito ranije uklonjeni iz kuće i tako su preživjeli. |
|       | Haus Olbrich                    | 1900.     | Olbrichova vlastita kuća bila je relativno jeftina - 75.000 maraka. Zgrada je imala crveni četverovodni krov koji se sa sjeverne strane spuštao preko prizemlja. Sam Olbrich također je dizajnirao cijeli interijer. Kuća je teško oštećena u Drugom svjetskom ratu, a obnovljena je 1950.–1951., iako je sve iznad prizemlja potpuno promijenjeno. Samo bijele i plave pločice na fasadi podsjećaju na izvornu konstrukciju. Koristio ga je Njemačko-Poljski institut od 1980. do 1996. godine. |
|       | Haus Habich                     | 1900.     | Joseph Maria Olbrich bio je arhitekt i kuće Ludwiga Habicha koja je bila studio i rezidencija kipara Ludwiga Habicha. Patriz Huber bio je odgovoran za dizajn interijera. Zgrada je prepoznatljiva po svom ravnom krovu i čvrstoj geometriji sa spartanskim ukrasom. Nakon ozbiljnih ratnih oštećenja, obnovljena je 1951. godine uz određene izmjene u detaljima, ali u skladu s prvotnim planovima. |
|       | Haus Christiansen               | 1900.     | Kuću Christiansen projektirao je Olbrich prema želji slikara Hansa Christiansena. Pročeljem su dominirale velike površine boja, ali je dekoracija povremeno bila i figurativna. Naslikao ju je sam Christiansen koji je sa svojom obitelji tu živio neko vrijeme, iako je Christiansen u kasnijim godinama uglavnom radio izvan Darmstadta. Zgrada je u Drugom svjetskom ratu potpuno uništena i nije rekonstruirana. Na mjestu gdje je stajala ostavljena je praznina, čime je također uništena izvorna simetrija područja. Na njezinom mjestu je 1958. god. podignuta „Fontana Ernsta Ludwiga”. |
|       | Haus Keller                     | 1900.     | Ova kuća, poznata kao Beaulieu, podignuta je za dobrostojećeg Georga Kellera prema planovima koje je izradio Joseph Maria Olbrich. Nakon razaranja u ratu, potpuno je drugačije izgrađena. |
|       | Blaues Haus                     | 1904.     | Tri međusobno povezane kuće na uglu ulica Stiftstraße i Prinz-Christians-Weg izgrađene su 1904. godine prema planovima Josepha Maria Olbricha. Plava kuća s prizemljem prekrivenim plavo glaziranim pločicama podignuta je za prodaju, za njezino uređenje zaslužni su Paul Haustein i Johann Vincenz. Ove tri kuće su trebale pokazati životne mogućnosti za srednju klasu. Teško su stradale u Drugom svjetskom ratu i Plava kuća je rekonstruirana uz ozbiljne preinake. |
|       | Hochzeitsturm                   | 1908.     | Danas je 48,5 m visok „Svadbeni toranj” simbol Mathildenhöhea i grada Darmstadta. Joseph Maria Olbrich dizajnirao je Svadbeni toranj s tamnocrvenim klinker ciglama, zajedno sa susjednom Izložbenom zgradom kao cjelinom. Sagrađena je u spomen na vjenčanje velikog vojvode Ernsta Ludwiga i Eleonore 2. veljače 1905. god. Upečatljivo je njegovih pet završnih bačvastih lukova krova koji podsjećaju na ispruženu ruku, zbog čega se i naziva „Toranj pet prstiju”. |
|       | Ausstellungsgebäude             | 1908.     | Joseph Maria Olbrich dizajnirao je „Izložbenu zgradu” 1908. god. kao mjesto za izlaganje umjetničkih djela članova umjetničke kolonije. Asimetrična zgrada stoji na nekadašnjem rezervoaru, dijelu vodovodne mreže Darmstadta, koji je izvorno bio samo zapečaćen zemljom. Nekad je imala otvoreno dvorište između dvaju krila, koje je zatvoreno poslije 1945. god. |
|       | Oberhessisches Ausstellungshaus | 1908.     | Ovu je kuću osmislio Olbrich kao mjesto za izlaganje industrijskih i trgovačkih proizvoda iz Gornjeg Hessena, a uvelike ga je i ukrasio. Danas zgradu koristi „Zavod za novu glazbu i glazbeni odgoj”. |
|       | Haus Sutter                     | 1908.     | Graditelj i arhitekt Conrad Sutter (1856.-1926.) je projektirao cijeli interijer. Zgrada je izložena pod vlastitom umjetničkom odgovornošću arhitekta usprkos protestu žirija zbog Sutterova idiosinkratičnog planiranja, koje ima snažne odjeke tradicionalističkog stila i vrlo malo secesijskih elemenata. |
|       | Haus Wagner-Gewin               | 1908.     | Kuću na adresi Olbrichweg 17 za izvođača Wagnera projektirao je nizozemski arhitekt Johann Christoph Gewin. Bio je to nacrt naširoko kritiziran. U noći požara 11. rujna 1944. zgrada je pretrpjela velika oštećenja. Godine 1968. srušena je i zamijenjena stambenom zgradom. Povjesničar umjetnosti i ravnatelj muzeja August Feigel posjedovao ju je i živio u kući sa svojom obitelji. |
|       | Arbeiterhäuser                  | 1908.     | Tri kuće Mahr, Metzendorf i Wienkoop srušene su nakon izložbe 1908. i obnovljene u istom obliku na Erbacher Strasse 138-142 po nalogu obližnjeg Velikog vojvode Meiereija, današnjeg Hofguta Oberfelda. |
|       | Platanenhain                    | 1914.     | Gaj platana u Darmstadtu dio je Darmstadtske umjetničke kolonije na Mathildenhöheu. Radi se o pravokutnoj površini dugoj oko 125 m i širokoj 40 m. Poluvisoki platani sadili su se u pravilnim razmacima i redovito se orezuju. Kompleks je ukrašen s preko 40 skulptura i reljefa Bernharda Hoetgera. |
|       | Platanenhain                    | 1914.     | „Labuđi hram”, poznat i kao „Albin-Müller paviljon”, sa svojih osam dvostrukih stupova koji podupiru kružni stožasti krov promjera 6,50 metara jedinstven je u svojoj vrsti. Keramički paviljon ispod pocakljenih reljefnih ploča posjeduje jezgru od armiranog betona. Paviljon je projektirao Albin Müller za posljednju izložbu umjetničke kolonije 1914. godine. |
|       | Ernst-Ludwig-Brunnen            | 1958.     | „Fontana Ernsta Ludwiga” stoji na mjestu Vile Rosen, rezidencije Eugena Brachta (a prije Hansa Christiansena), koja je uništena u zračnom napadu 1944. godine. Fontana se sastoji od reljefnog zida od crvenog pješčenjaka raspoređenog u polukrug oko slojevitog bazena. Bio je dio paviljona koji je dizajnirao Otto Bartning. Na Svjetskoj izložbi u Bruxellesu 1958. grad Darmstadt naručio je fontanu od kipara Karla Hartunga. |

## Vanjske poveznice
- Službena stranica
- Info Mathildenhöhe  Arhivirana inačica izvorne stranice od 29. srpnja 2021. (Wayback Machine)
- Schiedmayerov veliki klavir iz glazbene sobe House Behrens 1901